# Takayus papiliomaculatus
Takayus papiliomaculatus är en spindelart som beskrevs av Yin, Peng och Zhang 2005. Takayus papiliomaculatus ingår i släktet Takayus och familjen klotspindlar. Inga underarter finns listade i Catalogue of Life.